# Ronneby (commune)
Pour les articles homonymes, voir Ronneby (homonymie).
La commune de Ronneby est une commune du comté de Blekinge en Suède. 28 221 personnes y vivent. Son siège se trouve à Ronneby.

## Localités principales
- Backaryd
- Belganet
- Bräkne-Hoby
- Eringsboda
- Hallabro
- Hasselstad
- Kallinge
- Johannishus, connue pour son château de Johannishus
- Ronneby